# Governo Provisório do Havaí
O Governo Provisório do Havaí, foi proclamado em 17 de janeiro de 1893, pelos 13 membros do Comité de Segurança também conhecida como Liga havaiana, sob a liderança de Sanford B. Dole. Governaram o Reino do Havaí como um governo provisório após a derrubada da Rainha Liliuokalani, até que a República do Havaí fosse criada em 4 de julho de 1894.

## Governo Provisório

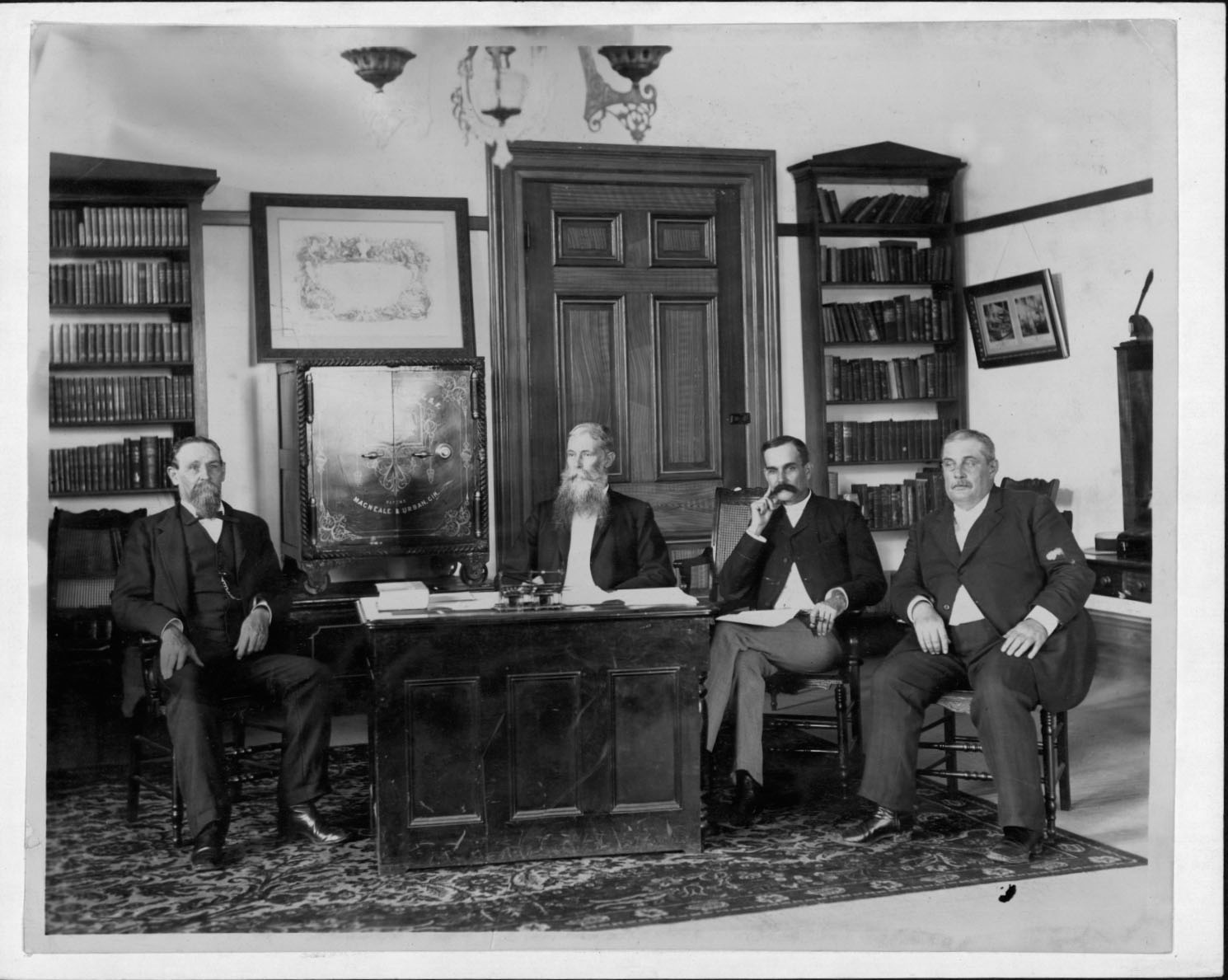
Gabinete do Governo Provisório,
(da esquerda para direita) James A. King, Sanford B. Dole, W. O. Smith e P. C. Jones.

Depois da queda do Reino do Havaí, as forças por trás do golpe de estado estabeleceram o Governo Provisório, mas com a esperança de uma rápida anexação pelos Estados Unidos. O governo provisório enviou uma comissão incluindo Lorrin A. Thurston para os Estados Unidos e negociou um tratado com o Presidente Benjamin Harrison, que foi enviado ao Senado para aprovação. Simultaneamente, a Princesa Victoria Kaiulani estava em Washington, D.C. para fazer uma campanha a favor da monarquista e contra o golpe, que ela denunciou como ilegal.
Presidente Grover Cleveland se opôs à ideia de anexação, sendo ele próprio um anti-imperialista, e se retirou do tratado negociado pelo Presidente Benjamin Harrison ao assumir o cargo. Depois do comissionamento do relatório secreto de Blount, ele afirmou que os Estados Unidos tinham usado inadequadamente a força militar e pediu a reintegração da Rainha Liliuokalani. O assunto foi submetido pelo Cleveland ao Congresso após Sanford B. Dole recusar as exigências de Cleveland, e o Senado dos Estados Unidos realizou uma investigação mais aprofundada, que culminou no Relatório Morgan, que rejeitou completamente que não tinha havido qualquer envolvimento dos Estados Unidos na derrubada. Após os resultados desta comissão forem submetidos, Cleveland reverteu sua posição e aceitou o Governo Provisório como legítimo, e rejeitou outras solicitações da Rainha de interferir no assunto.

## Exército havaiano
Após a queda da monarquia um posto militar foi constituído em 27 de janeiro de 1893 e colocado sob o comando do coronel John Harris Soper. Este posto composto de quatro companhias: três companhias da Guarda Nacional e uma companhia do exército regular. As companhias da Guarda Nacional foram: Companhia A composta de voluntários étnicos alemães, comandados por Charles W. Zeiler; Companhia B composta por membros do Honolulu Rifles, comandados por Hugh Gunn; e Companhia C constituída por voluntários étnicos portugueses, comandada por Joseph M. Camara. Os regulares eram da companhia D composta, como a Companhia B, a partir do Honolulu Rifles, comandados por John Good.
O posto militar estava ativo sob o Governo Provisório do Havaí, onde eles foram ativados durante a Guerra da Lepra em 1893 e na República do Havaí e foram novamente ativados durante a Contra-Revolução do Havaí de 1895. Depois que o Havaí foi anexado tornando-se o Território do Havaí em 1898 as companhias entraram no sistema do Army National Guard e se tornou parte do Hawaii Army National Guard.

## Início
Sob a nova administração, o Governo tornou-se mais restritivo, incluindo negando cidadania a imigrantes chineses. O Departamento de Educação do Havaí conduziu o idioma havaiano à quase extinção a favor do Inglês. Também restringiram a votação de 14.000 segundo a Constituição Baioneta à 4.000 pessoas, a maioria deles políticos no poder da população de aproximadamente 100.000. James Henderson Blount iria comentar sobre essa desproporção dos eleitores e da população em seu relatório.
| “ | O testemunho dos principais anexionistas é que, se a questão da anexação for submetida à uma votação popular, excluindo todas as pessoas que não sabiam ler e escrever, exceto estrangeiros (sob o sistema cédula-australiana, que é a lei da terra), que a anexação iria ser derrotada. | ” |

## Relatório Blount
A primeira ordem do negócio para o governo provisório após a derrubada da Liliuokalani era formar um governo interino enquanto Lorrin A. Thurston estava em Washington, D.C. para negociar a anexação com o Congresso. Um grupo propôs a tomada do poder da Princesa Kaiulani, enquanto um corpo formado pelo Comitê de Segurança poderia agir como um governo de regência. Com a ausência física da Princesa das Ilhas, a proposta foi imediatamente derrubada.
O Governo Provisório sofreu um duro golpe quando o presidente dos Estados Unidos Benjamin Harrison, que era favorável à anexação do Havaí, foi votado fora da Casa Branca. Grover Cleveland, um anti-imperialista, assumiu a presidência e imediatamente trabalhou para parar o tratado de anexação. Apenas um mês antes de Cleveland se tornar presidente, Lorrin A. Thurston tinha feito um acordo com o Congresso que se preparava para ratificar um tratado de anexação. Cleveland, depois de ouvir os apelos da Princesa Kaiulani, em nome de sua tia presa, retirou-se do tratado e lançou uma investigação sobre o assunto.
Cleveland nomeou James Henderson Blount de Macon, Geórgia, como Comissário Paramount e Ministro no Havaí. Sua missão principal foi investigar a derrubada do governo de Liliuokalani. Blount concluiu em seu relatório que a derrubada havia usado a ajuda de John L. Stevens, Ministro dos Estados Unidos no Havaí que ordenou o desembarque de tropas do USS Boston. Com base no relatório Blount, Cleveland enviou Albert S. Willis de Kentucky à Honolulu como o ministro no Havaí com instruções secretas. Willis, inicialmente rejeitado pela Rainha, obteve a promessa de Liliuokalani de conceder uma anistia após um atraso considerável. Depois de garantir a promessa, Willis fez uma exigência formal para a dissolução do Governo Provisório e completa restauração da monarquia, embora sem que ele soubesse naquela época já era tarde demais uma vez que Cleveland tinha já submetido a questão para o Congresso. Em 23 de dezembro de 1893, Sanford B. Dole enviou uma resposta a Willis simplesmente se recusando a entregar a autoridade do Governo Provisório à Rainha deposta.

## Relatório Morgan
Em resposta ao encaminhamento da questão do Cleveland, o Senado aprovou uma resolução autorizando a sua Comissão de Relações Exteriores a realizar audiências públicas, sob juramento, e interrogar testemunhas, para investigar o envolvimento dos Estados Unidos na revolução e também para investigar se tinha sido adequada para o Presidente Cleveland nomear Blount e dar-lhe poderes extraordinários para representar os Estados Unidos e intervir no Havaí, sem confirmação do Senado. John Tyler Morgan, um expansionista pró-anexação e senador do Alabama, presidiu a comissão.
As conclusões do relatório Morgan contradiz as afirmações de que ele não era uma parte anterior feita por Blount e o ex-presidente Cleveland, e foi submetido em 26 de fevereiro de 1894 às 22:43. Concluiu-se que as tropas norte-americanas haviam permanecido completamente neutras durante a derrubada, exonerou o ministro Stevens no desembarque das tropas, e concluiu a nomeação e a investigação de Blount, sem a aprovação do Congresso eram constitucionais. No entanto, a comissão de nove membros do Senado das Relações Exteriores, que apresentou o relatório não poderiam concordar com uma conclusão final, bem como o resumo executivo que foi assinado somente pelo próprio Morgan.
Após o Relatório Morgan, e a Resolução Turpie em 31 de maio de 1894, em que o Congresso proibiu qualquer outra intervenção do presidente e de outros oficiais do governo contra o Governo Provisório do Havaí, Cleveland reconheceu oficialmente o governo provisório como "nem de jure nem de facto".
Em 7 de fevereiro de 1894, a Câmara dos Representantes dos Estados Unidos emitiu a seguinte resolução:
| “ | Na Câmara dos Deputados dos Estados Unidos, 7 de fevereiro de 1894: Primeiramente. Esse é o sentido desta Câmara que a ação do ministro dos Estados Unidos em empregar as forças navais dos Estados Unidos de forma ilegal ajudando na derrubada do governo constitucional das ilhas havaianas em janeiro de 1893, e na criação em seu lugar um governo provisório não republicano de forma e em oposição à vontade da maioria do povo, era contrário às tradições da nossa República e do espírito de nossa Constituição, e deve ser condenado. Segundo. Que sinceramente aprovam o princípio anunciado pelo Presidente dos Estados Unidos de que a interferência nos assuntos internos de uma nação independente é contrário ao espírito das instituições americanas. E é ainda mais o sentido desta Câmara que a anexação das ilhas havaianas para o nosso país, ou a assunção de um protetorado sobre eles pelo nosso Governo, é desnecessário e inconveniente; que o povo desse país deveria ter liberdade absoluta e independência na busca de sua própria linha de política, e que a intervenção estrangeira nos assuntos políticos das ilhas não será considerado com indiferença por parte do Governo dos Estados Unidos. | ” |

## República do Havaí
Após o Relatório Morgan, e da Resolução Turpie que declarou uma política de não-interferência nos assuntos havaianos pelos Estados Unidos, Lorrin A. Thurston e o Governo Provisório do Havaí convocaram uma convenção constitucional que estabeleceu a República do Havaí. Este governo manteve o poder até que os EUA anexa Havaí em 1898 com a Resolução Newlands. Este governo manteve o poder até que os Estados Unidos anexassem o Havaí em 1898 com a Resolução Newlands.